# Col·legi de Sant Andreu
El Col·legi Sant Andreu, antigament també conegut com a Col·legi i Asil de Sant Andreu, és un edifici situat al carrer d'Arnús de Badalona, catalogat com a bé cultural d'interès local. Actualment és una de les seus del col·legi Sant Andreu de Natzaret, juntament amb l'edifici de nova planta situat al mateix carrer, al costat del convent de la Divina Providència, i és gestionat per les Missioneres Filles de la Sagrada Família de Natzaret.

## Història
L'any 1855, l'Ajuntament de Badalona va comprar una finca de 25.880 m² amb una casa composta de soterrani, baixos i dues plantes al carrer del Pilar (actualment Arnús). El mecenes Evarist Arnús hi va fer construir el primer cos de l'edifici avui existent, que va ser lliurat al municipi el 31 de març de 1886, on es va fundar un asil, amb capacitat per a 150 pàrvuls i 100 col·legials, que va rebre el nom de Sant Andreu en memòria d'un fill d'Arnús anomenat Andreu, mort prematurament. Poc després, el 1890, les instal·lacions van ser ampliades amb l'adquisició de 1.600 m² de terreny; les noves dependències, acabades el 1894 i dedicades exclusivament a escola, van ser construïdes per Jaume Botey sota la supervisió de l'arquitecte municipal Pere Falqués, segons el projecte de Francesc Rogent.
Des de la seva fundació, les monges de la congregació religiosa de les germanes Dominiques de la Presentació de la Santíssima Verge, arribades a Badalona per la política laïcista del govern de la III República Francesa, es van fer càrrec de l'asil, i per això és conegut tradicionalment com a «Les Franceses». Inicialment, va ser destinat a nens amb pocs recursos, però l'ampliació de 1894 va permetre adreçar-la a les classes benestants i es va convertir en la preferida de moltes famílies de la ciutat, consideraven un signe de prestigi que les seves filles fossin educades per monges.
El 1888, amb motiu de la visita de la reina Maria Cristina a la torre d'Arnús a Badalona, va ser obsequiada amb els cants dels cors de El Alba, La Badalonense i el dels infants de l'Asil de Sant Andreu, als quals va demostrar un afecte maternal.
L'any 1931, arran de la proclamació de la República, es va prohibir que les congregacions religioses es dediquessin a l'ensenyament. Les germanes dominiques van deixar l'escola en mans de l'Associació de Pares de Família, que va introduir canvis en el funcionament del col·legi, com ara una classe obligatòria en català. El 1935, el centre va ser rebatejat amb el nom de l'advocat i polític Francesc Layret. Després de la Guerra Civil, la comunitat religiosa va reprendre la direcció de l'escola.
La part de l'asil, de propietat municipal, va ser enderrocada vers 1970, i a la mateixa època, els arquitectes Artigues i Soldevila hi van fer una petita ampliació en la façana posterior.

## Descripció
És un edifici d'estil neoromànic que guarda un cert paral·lelisme amb la Universitat de Barcelona. Consta d'un semisoterrani, planta baixa i dos pisos, mutilat per la banda sud cap al 1970. La part que s'ha conservat és l'encarada al pati, que dona a l'avinguda de Martí Pujol, i també la façana, de caràcter auster, vers el carrer d'Arnús.